# Liceo Naval Militar Francisco de Gurruchaga
El Liceo Naval Militar «Dr. Dn. Francisco de Gurruchaga» fue una institución educativa de la Armada Argentina localizada en la ciudad de Salta.

## Historia
El Liceo Naval «Francisco de Gurruchaga» fue creado el 21 de diciembre de 1976 en la ciudad de Salta, provincia homónima.
El 20 de junio de 1977, el Gobierno de la provincia de Salta y la Armada Argentina firmaron un convenio que después sería ratificado el 16 de julio de 1979. El Gobierno provincial cedió un terreno de 10 hectáreas localizado en el barrio Ciudad del Milagro lindante con el embalse de Campo Alegre, mientras que la fuerza naval se comprometió al mantenimiento y conducción del instituto.
El 7 de marzo de 1978, la Armada Argentina creó 13 regiones navales para afianzar su presencia en todo el territorio argentino. La Región Naval 3 fue constituida con sede en el Liceo Naval «Francisco de Gurruchaga», y jurisdicción en las provincias de Catamarca, Chaco, Formosa, Jujuy, Salta, Santiago del Estero y Tucumán.
A fines de 1996, la marina de guerra argentina atravesaba dificultades económicas y suspendió el ingreso de cadetes. Por decreto del Poder Ejecutivo Nacional, el Liceo Naval Militar cesó en sus actividades el 11 de diciembre de 1996.